# Beníková
Beníková (też: Klepáčova jaskyňa) – jaskinia krasowa w środkowej Słowacji, w Niżnych Tatrach. Nie jest udostępniona do zwiedzania turystycznego.

## Położenie
Jaskinia znajduje się po północnej stronie grzbietu Niżnych Tatr, w prawych (orograficznie) zboczach Doliny Demianowskiej. Jej otwór wejściowy znajduje się na wysokości 908 m n.p.m. w dobrze widocznej ścianie skalnej zwanej Bašta (zachodnie zbocza masywu Kurence), nad południową częścią systemu Demianowskiej Jaskini Lodowej. Jaskinia leży w granicach wsi Demänovská Dolina w powiecie Liptowski Mikułasz

## Historia poznania
Jaskinia dzięki dużemu, łatwemu do odnalezienia otworowi była znana od dawna. Z racji znajdowania w niej dużych ilości kości niedźwiedzia jaskiniowego (Ursus spelaeus), uznawanych dawniej za kości smoków, wspominana była już w pierwszej połowie XVIII w. przez słowackiego polihistora Mateja Bela.

## Charakterystyka
Jaskinia należy do kategorii jaskiń fluwiokrasowych z nieaktywnym ciekiem wodnym. Nawiązuje do IX., najwyższego i najstarszego (górny pliocen – co najmniej 2,6 mln lat temu) poziomu systemu Jaskiń Demianowskich. Ma postać jednego długiego ciągu korytarzy i komór, biegnącego esowato, w większości prawie poziomo, z kilkoma zaledwie krótkimi bocznymi odgałęzieniami. Ciągnie się generalnie z zachodu na wschód, w stronę dolinki Beníková. Wejście znajduje się ok. 150 m ponad dnem doliny.
Od dużego wysokiego na ponad 4 m i szerokiego na 7 m otworu wejściowego Vstupná chodba szybko obniża się o ok. 15 m, prowadząc do Kvapľovej siene z bogatą szatą naciekową. Dalej praktycznie poziomo następują Puklinová chodba i Veľký dóm, wysokie na 15 m. Na końcu jaskini znajduje się długie na ponad 40 m jezioro (Jazerná chodba). Godny uwagi jest ciąg kaskadowo ułożonych jeziorek w misach martwicowych w jednym z bocznych korytarzy. Długość głównego ciągu jaskini wynosi ok. 290 m, głębokość 15 m.

## Fauna
Jaskinia jest miejscem zimowania nietoperzy, m.in. podkowca małego, nocka dużego, nocka wschodniego, nocka wąsatka, nocka Brandta i mopka zachodniego, a także hibernacji kilku gatunków motyli.

## Ochrona jaskini
Jaskinia znajduje się w granicach Narodowego Rezerwatu Przyrody Demänovská dolina w Parku Narodowym Niżne Tatry. Jest dodatkowo chroniona jako pomnik przyrody (słow. Prírodná pamiatka). Nie jest dostępna dla publiczności.